# هیروتاکا اوچیبایاشی
هیروتاکا اوچیبایاشی (انگلیسی: Hirotaka Uchibayashi؛ زادهٔ ۲۷ ژوئن ۱۹۸۳) بازیکن فوتبال اهل ژاپن است.
از باشگاه‌هایی که در آن بازی کرده‌است می‌توان به باشگاه فوتبال گامبا اوساکا اشاره کرد.